# Église des Saints-Apôtres de Constantinople
Pour les articles homonymes, voir Église des Saints-Apôtres.
L’église des Saints-Apôtres, (grec moderne : Ἅγιοι Ἀπόστολοι, Agioi Apostoloi), également connue sous le nom de Polyandrion (cimetière impérial) ou Myriandrion, est une église byzantine de Constantinople aujourd'hui disparue.
Elle fut terminée par Constance II, fils de Constantin Ier, dans les années 350 à partir d'un mausolée construit par Constantin. Reconstruite et agrandie dans la première moitié du VIe siècle sous Justinien, elle était la deuxième église de Constantinople en taille et en importance après la basilique Sainte-Sophie ; elle fut aussi la principale nécropole des empereurs et impératrices byzantins. Avec d’autres monuments comme le Saint-Sépulcre de Jérusalem, l’église des Saints-Apôtres demeura l’un des plus importants édifices de l’époque, servant de modèle pour d’autres fondations consacrées aux Apôtres.
Après la chute de Constantinople en 1453, elle devint brièvement le siège du patriarche de Constantinople qui la quitta en 1456 pour Sainte-Marie-Pammakaristos. En 1461, l'édifice alors en très mauvais état fut démoli par les Ottomans pour édifier la mosquée Fatih.

## Histoire

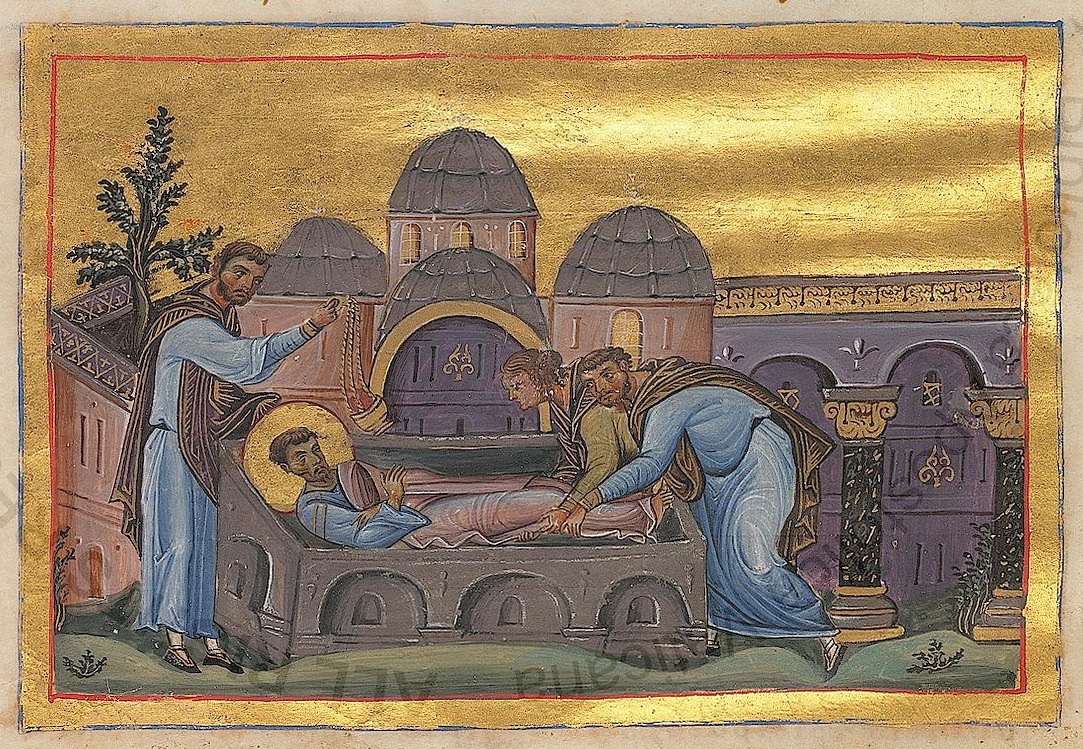
Les reliques de saint Luc d’après le Menologion de Basile II.

La première dédicace de l’église fut célébrée vers 330 du vivant de Constantin le Grand (r. 306 – 337), fondateur de Constantinople. L’église n’étant pas encore terminée lorsque le souverain mourut en 337, c’est son fils et successeur, Constance II (r. 337 -361), qui la compléta et y enterra son père. Avec son érection, Constantin souhaitait y rassembler les reliques des douze apôtres de Jésus. Finalement, seules les reliques de trois personnages de la première heure purent être acquises : saint Luc, apôtre et évangéliste, saint André apôtre, et saint Timothée (même si celui-ci n’était pas à proprement parler un apôtre). Ces déplacements constituaient un précédent important. En effet, la tradition romaine qui interdisait de déplacer les restes d’une personne disparue demeura en force en Occident jusqu’au VIe siècle. Ainsi approuvée par ordre impérial, la translation des reliques de saints se répandit rapidement et à une grande échelle.
À ces reliques, s’ajoutent celles de saint Jean Chrysostome, des saints anargyres Côme et Damien et de divers Pères de l’Église, ainsi qu’un morceau de la « Colonne de la flagellation » à laquelle le Christ aurait été attaché pour être flagellé. En conséquence, l’église acquit au fil des ans un énorme montant d’or, d’argent et de pierres précieuses donnés par les pèlerins venus en pèlerinage.
Sous le règne de l’empereur Justinien (r. 527 – 565), l’église n’était plus assez grande et une nouvelle église fut construite sur le même emplacement. L’historien Procope attribue cette reconstruction à l’empereur alors que Georges Kodinos (XVe siècle) l’attribue plutôt à son épouse, l’impératrice Théodora. Cette nouvelle église, construite par les mêmes architectes qui devaient par la suite ériger Hagia Sophia, Anthème de Tralles et Isidore de Milet, fut consacrée le 28 juin 550. Elle accueillit les reliques des trois saints ainsi que celles de Constantin et un mausolée fut érigé pour Justinien et pour sa famille au bout du transept nord.
Pendant plus de 700 années, l’église des Saints-Apôtres demeura la deuxième plus importante église de Constantinople après Sainte-Sophie (ou Hagia Sophia = Sainte-Sagesse). Alors que l’église de la Sainte-Sagesse était située dans la plus vieille partie de la ville, celle des Saints-Apôtres se trouvait au centre de la nouvelle partie de la capitale fortement agrandie, le long de la voie principale (Mese Odos) et était la plus fréquentée de la ville. La plupart des empereurs, de nombreux membres de leurs familles et quelques patriarches y furent inhumés et leurs reliques vénérées par les fidèles pendant des siècles.
Après la période de l’iconoclasme, l’église fut rénovée et probablement agrandie sous l’empereur Basile Ier (r. 867 – 886), lequel en 874 y fit inhumer les restes du patriarche-historien Nicéphore Ier mort au cours du siècle qui firent bientôt l’objet d’un pèlerinage annuel de la famille impériale. Au cours du Xe siècle, Constantin de Rhodes composa une « Description de l’édifice des apôtres » en vers qu’il dédicaça à Constantin VII.
Lors de la Quatrième Croisade, les tombeaux furent d’abord profanés et pillés par Alexis IV Ange qui se servit de leurs trésors pour acheter la paix aux croisés. Une fois la ville aux mains des croisés, ceux-ci, au témoignage de Nicétas Choniatès, pillent les tombes impériales pour dérober or et bijoux . Même la tombe de Justinien ne fut pas épargnée. Le tombeau de l’empereur Héraclius fut ouvert et sa couronne d’or à laquelle des cheveux étaient collés fut emportée. Certains de ces trésors furent emportés à Venise où ils sont encore visibles dans la basilique Saint-Marc ; le corps de saint Grégoire fut transféré à Rome.
Lorsque Michel VIII Paléologue (r. 1261 – 1282) reprit la ville, il fit ériger une statue de l’archange Michel sur l’église pour commémorer l’évènement. L’église fut à nouveau partiellement restaurée au début du XIVe siècle sous l’empereur Andronic II Paléologue (r. 1282 – 1328). Avec le déclin de l’empire et avec la diminution de la population constantinopolitaine, l’église se délabra à nouveau, tel qu’en témoigne le prêtre florentin Cristoforo Buondelmonti qui visita Constantinople en 1420.
Lors de la chute de Constantinople aux mains de Mehmet II (r. 1444 – 1446 ; 1451 – 1481), celui-ci transforma la cathédrale Hagia Sophia en une mosquée et remit l’église des Saints-Apôtres au patriarche Gennadios Scholarios nommé responsable de la communauté chrétienne de la ville . Celle-ci devint ainsi le siège de l’Église orthodoxe. L’église était délabrée  et les environs de l’église furent bientôt occupés par de nouveaux arrivants turcs. Ces derniers se retournèrent contre les Grecs après que l’un des leurs eut été tué par un chrétien, si bien que le patriarche Gennadios préféra transférer le siège du patriarcat à l’église Sainte-Marie-Pammakaristos dans le quartier Çarsamba.
Ce qui restait de l’église des Saints-Apôtres fut définitivement détruit en 1461 par les derviches fanatiques du sultan Mehmed II. Selon Critobule d'Imbros, ces derniers passèrent quatorze heures à briser les derniers vestiges à coups de masses et de barres de fer. Les ossements des apôtres, des basileis, des hauts dignitaires et des patriarches, soit les restes de plus d’une centaine de personnes, furent jetés dans le Bosphore (du côté européen) : parmi ces reliques, des empereurs prestigieux comme Constantin Ier, Justinien ou Basile II.
Mehmed II (r. entre 1444 et 1446 puis entre 1451 et 1481) souhaitait diminuer le nombre des monuments, stèles ou tombeaux rappelant le passé romain, chrétien et grec de sa capitale. L’église, dilapidée, fut démolie en 1462 et, de 1463 à 1470, le sultan bâtit sur son emplacement une mosquée égale en splendeur : Fatih Cami (litt : mosquée du conquérant), laquelle, reconstruite après le tremblement de terre de 1766, existe de nos jours. Elle contient la tombe de Mehmet II.

## Architecture
Cette section ne s'appuie pas, ou pas assez, sur des sources secondaires ou tertiaires indépendantes du sujet. Le texte peut contenir des analyses inexactes ou inédites de sources primaires.
Pour l'améliorer, ajoutez-en, ou placez des modèles {{Source secondaire souhaitée}} ou {{Source secondaire nécessaire}} sur les passages mal sourcés. (septembre 2024)

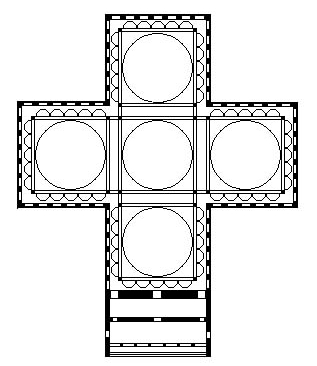
Plan de l'église des Saints-Apôtres

Le plan de l’église des Saints-Apôtres, différent de celui de Sainte-Sophie, est considéré comme le prototype des églises byzantines à plan centré en croix grecque et à cinq coupoles, bien que cette église ne fût sans doute pas la première de ce type. Les premières églises chrétiennes à plan centré apparurent  en Italie dès les débuts de l'architecture chrétienne aux IVe et Ve siècles. Il s’agissait alors de martyriums qui servaient de mausolées honorant des saints particulièrement renommés. L’église des Saints-Apôtres influencera l’architecture de nombreuses églises non seulement en Orient mais aussi en Occident, le meilleur exemple étant la basilique Saint-Marc de Venise, de même que de nombreuses églises romanes du sud-ouest de la France comme la cathédrale Saint-Front de Périgueux.

### L’édifice de Constantin
Sur l’emplacement de la première église des Saints-Apôtres se trouvaient à la fois un mausolée en forme de rotonde construit par Constantin et une église érigée peu après par son successeur, Constance II. On sait peu de chose sur l’apparence de l’église originelle sauf qu’elle adoptait le plan dit « en croix-grecque".   L’historien Eusèbe (vers 263-339) a fait la description suivante du mausolée de Constantin et des environs avant la construction de l’église de Constantin .

« L’édifice s’élève à une grande hauteur et est lumineusement décoré en y enchâssant du sol jusqu’au plafond des plaques de marbre de différentes couleurs. Il [l’empereur] a également décoré l’intérieur du plafond de frettes délicates et a recouvert le tout d’or. Le toit extérieur protégeant l’édifice contre la pluie, était fait de cuivre au lieu de tuiles; encore ici, le tout était merveilleusement et abondamment recouvert d’or qui reflétait tellement les rayons du soleil qu’il en éblouissait même celui qui le regardait de loin. Le dôme était entièrement recouvert d’entrelacs finement tracés, faits de cuivre et d’or.
Telle était la magnificence avec laquelle l’empereur avait décidé d’embellir cette église. L’édifice était érigé au milieu d’un vaste espace se terminant sur les quatre côtés par des portiques qui entouraient à la fois l’espace et l’église elle-même. Le long de ces portiques s’alignaient des chambres d’apparat, avec bains et promenades, ainsi que les nombreux appartements des gens en charge de l’endroit. »

Le plan en forme de croix marqua un point tournant dans l’architecture chrétienne, remplaçant le plan basilical par un plan centré. Nombre d’églises cruciformes de la fin du IVe siècle et du début du Ve siècle s’inspirèrent de l’église des Saint-Apôtres de Constantinople, telles l’église des Apôtres de Milan, le martyrium de Saint-Babylos d’Antioche et l’église de Saint-Siméon-le-Stylite d’Alep en Syrie.

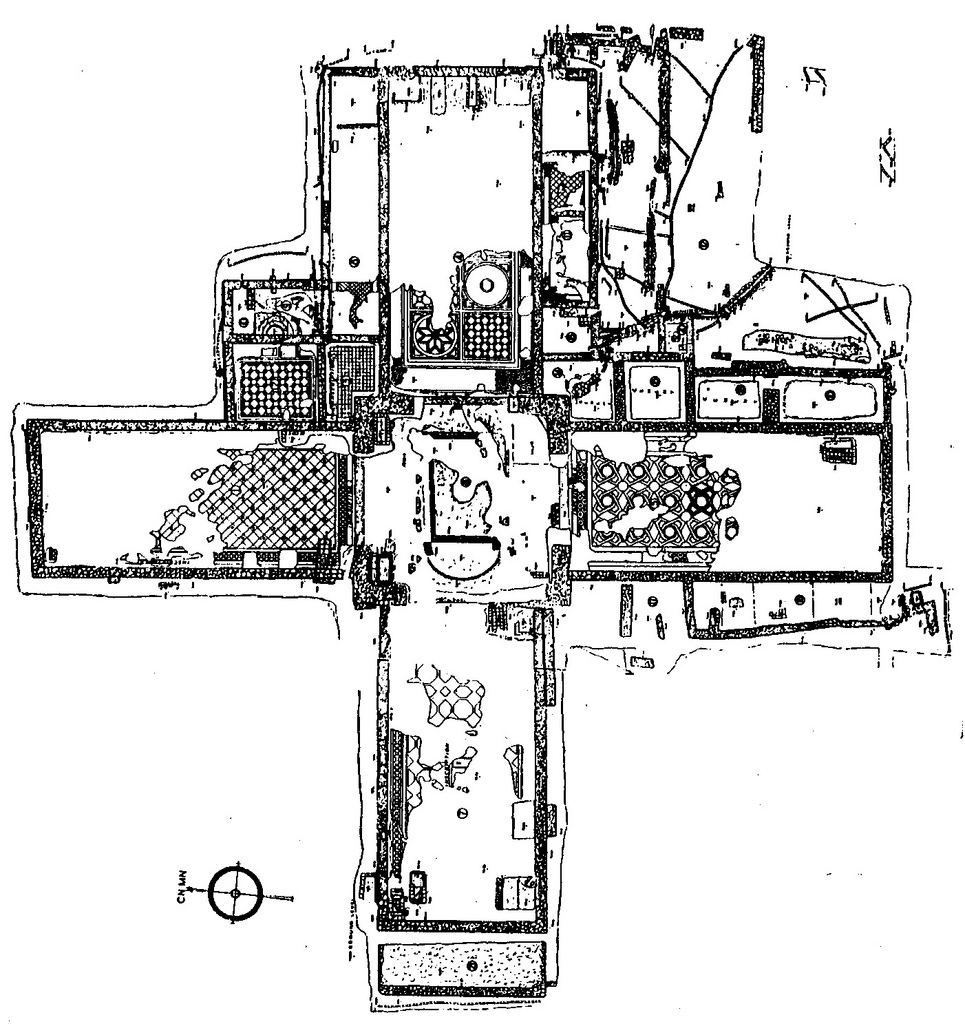
Le martyrium de Saint-Babylas (Antioche, Syrie)
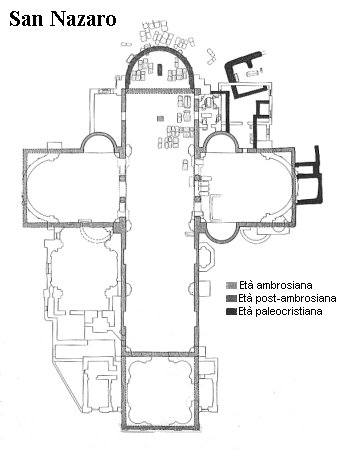
Église des Saints-Apôtres (Milan, Italie)
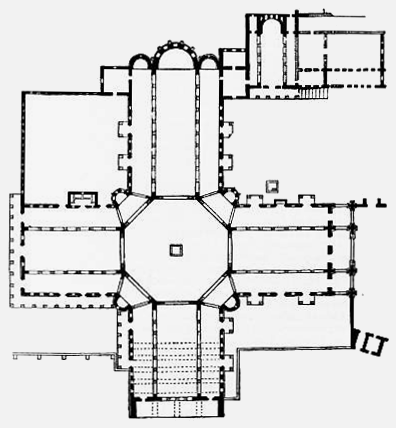
Église de Saint-Syméon-le-Stylite (Alep, Syrie)

### L’édifice de Justinien

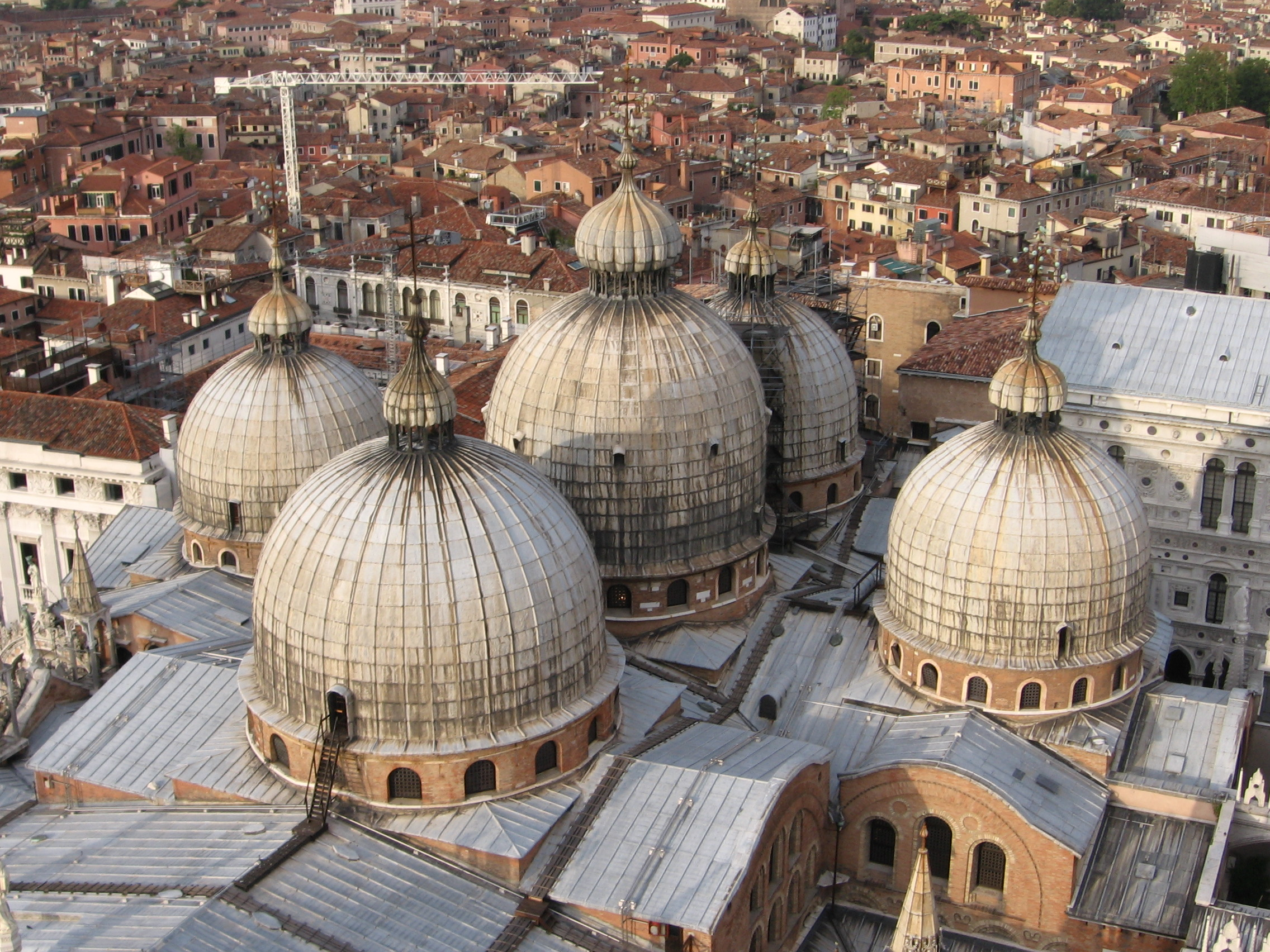
La Basilique Saint-Marc de Venise présente aussi un plan centré à cinq coupoles disposées sur une croix grecque. Architecturalement, elle est l’église ressemblant le plus à ce que devait être celle des Saints-Apôtres.

Le second édifice, érigé sous Justinien était également en forme de croix, surmonté de cinq dômes, quatre sur chaque bras de la croix, et un au centre. Le bras gauche de la croix était plus long que les trois autres de façon à former un atrium. Diverses hypothèses ont été émises concernant les détails de l’architecture. L’historien contemporain Procope de Césarée (vers 500 – 565) en donne la description suivante :

« Deux lignes droites avaient été tracées, se croisant au milieu de ce qui formait une croix, l’une s’étendant vers l’est et vers l’ouest, l’autre qui la croisait allant du nord au sud. À l’extérieur, ces lignes étaient définies par des murs sur tous les côtés, alors qu’à l’intérieur, elles étaient tracées par des rangées de colonnes situées les unes sur les autres. Au croisement des deux lignes droites, c’est-à-dire vers le milieu, un endroit était délimité où ne pouvaient entrer que ceux à qui il était permis de célébrer les mystères sacrés, aussi l’appelait-on « sanctuaire ». Les deux bras de cette enceinte situés le long de cette ligne transversale sont égaux en longueur, mais le bras qui s’étend vers l’ouest sur la ligne verticale est quelque peu plus long que l’autre affectant la forme d’une croix. La portion du toit située au-dessus du sanctuaire, comme on l’appelle, est construite, au moins en son centre, selon un plan qui ressemble à celui de l’église de la Sagesse, sauf qu’il lui est inférieur en dimension. Les arches, au nombre de quatre, s’élèvent dans l’air et sont joints d’une même manière et le tambour circulaire qui s’élève au-dessus d’eux est percé de fenêtres, et le dôme qui surplombe semble flotter dans les airs sans être appuyé sur une maçonnerie solide, bien qu’il soit effectivement supporté de cette manière. Ainsi donc était construite la partie centrale du toit. Et les bras de l’édifice, au nombre de quatre,[ … ] sont coiffés de la même façon que la portion centrale, sauf pour un élément qui ne s’y trouve pas : sous le dôme, la maçonnerie n’est pas percée de fenêtres. »

Pendant le règne de Justin II (r. 565 – 578) l’église reçut sa première décoration picturale :

« Homme pieux, celui-ci (i.e. Justin II) embellit les édifices construits par Justinien, non seulement la Grande Église (i.e. Hagia Sophia), mais également les Saints-Apôtres de même que d’autres églises et monastères, leur donnant d’importants trésors ainsi que des ressources financières »

Les scènes retenues pour décorer l’église semblent avoir été choisies pour faire contrepoids aux enseignements hérétiques de Nestor et Eutyches, soulignant les natures divine et humaine du Christ à travers une description picturale de sa vie.
Entre 931 et 944, Constantin de Rhodes écrivit une description (ekphrasis) de l’église comme pièce centrale d’un poème de 981 vers concernant les sept merveilles de Constantinople . Si la structure architecturale de cette deuxième église ne semble guère différente de l’église originelle, les dômes semblent avoir été radicalement modifiés entre 944 et 985 par l’addition de tambours percés de fenêtres sous les cinq dômes et par l’élévation du cinquième à un niveau supérieur aux quatre autres.
Au XIIe siècle, l’écrivain Nicolas Mésaritès rédigea également une description de l’église . Contrairement à la description technique et impersonnelle de Constantin de Rhodes, l’ekphrasis, écrit entre 1198 et 1203, nous fait part des réactions du poète alors qu’il se promène dans l’édifice.
Malgré des allusions à cette église dans de nombreuses sources, seules les descriptions de Procope, Constantin de Rhodes et Nicolas Mesarites nous donnent une description substantielle de ce à quoi pouvait ressembler l’édifice. L'essai de reconstitution de l'église des Saints-Apôtres est réalisé par Alexandre Raymond d'après leurs écrits, notamment les tableaux de la vie du Christ.  

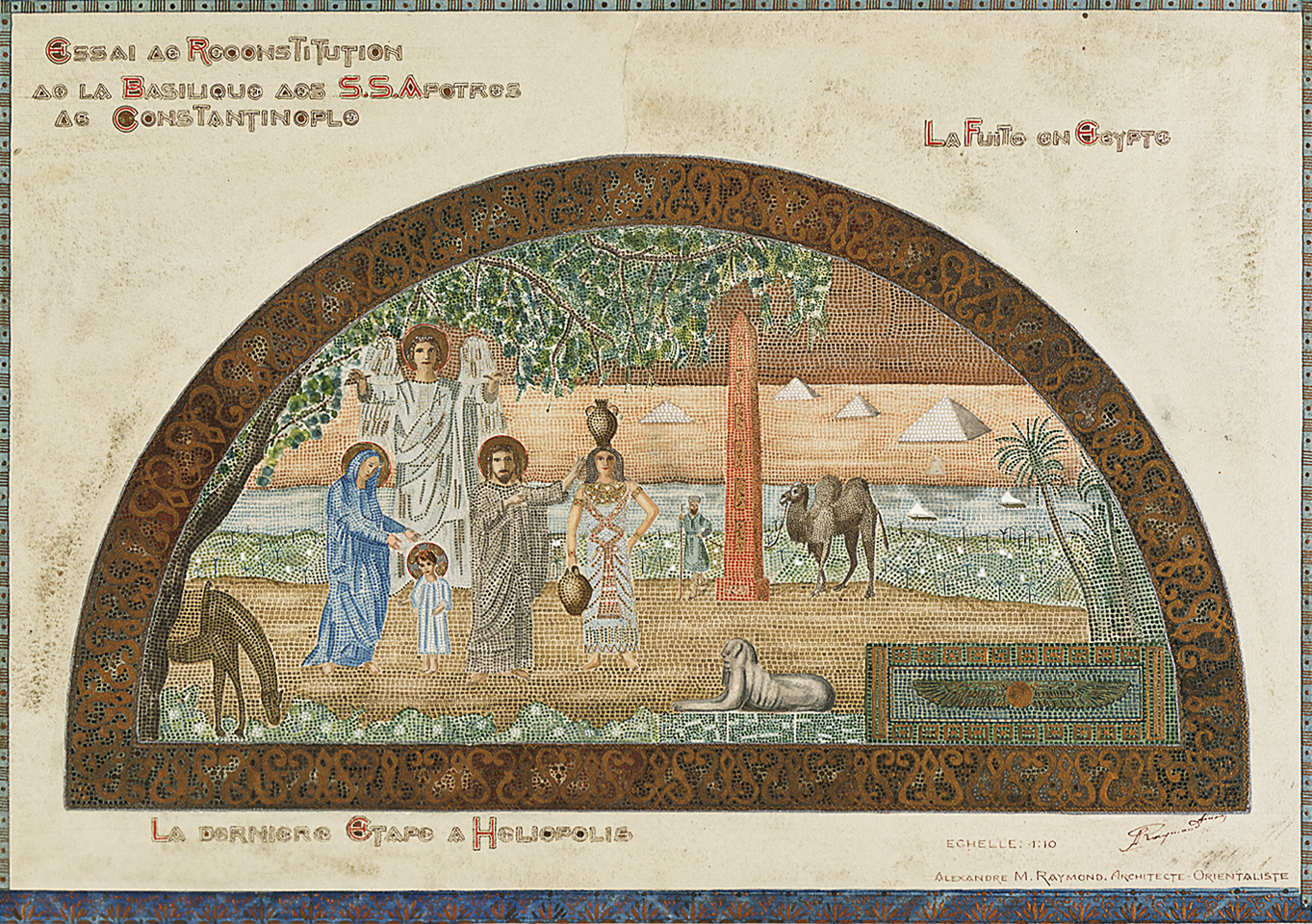
Les Saints-Apôtres - La Fuite en Égypte dernière étape d'Alexandre Raymond (1872-1941)

Plusieurs églises semblent avoir pris l’église des Saints-Apôtres de Justinien pour modèle, bien qu’elles diffèrent de façon substantielle les unes des autres : Saint-Jean (Selçuk, Turquie), Saint-Marc (Venise, Italie) et Saint-Front (Périgueux, France) ,,.

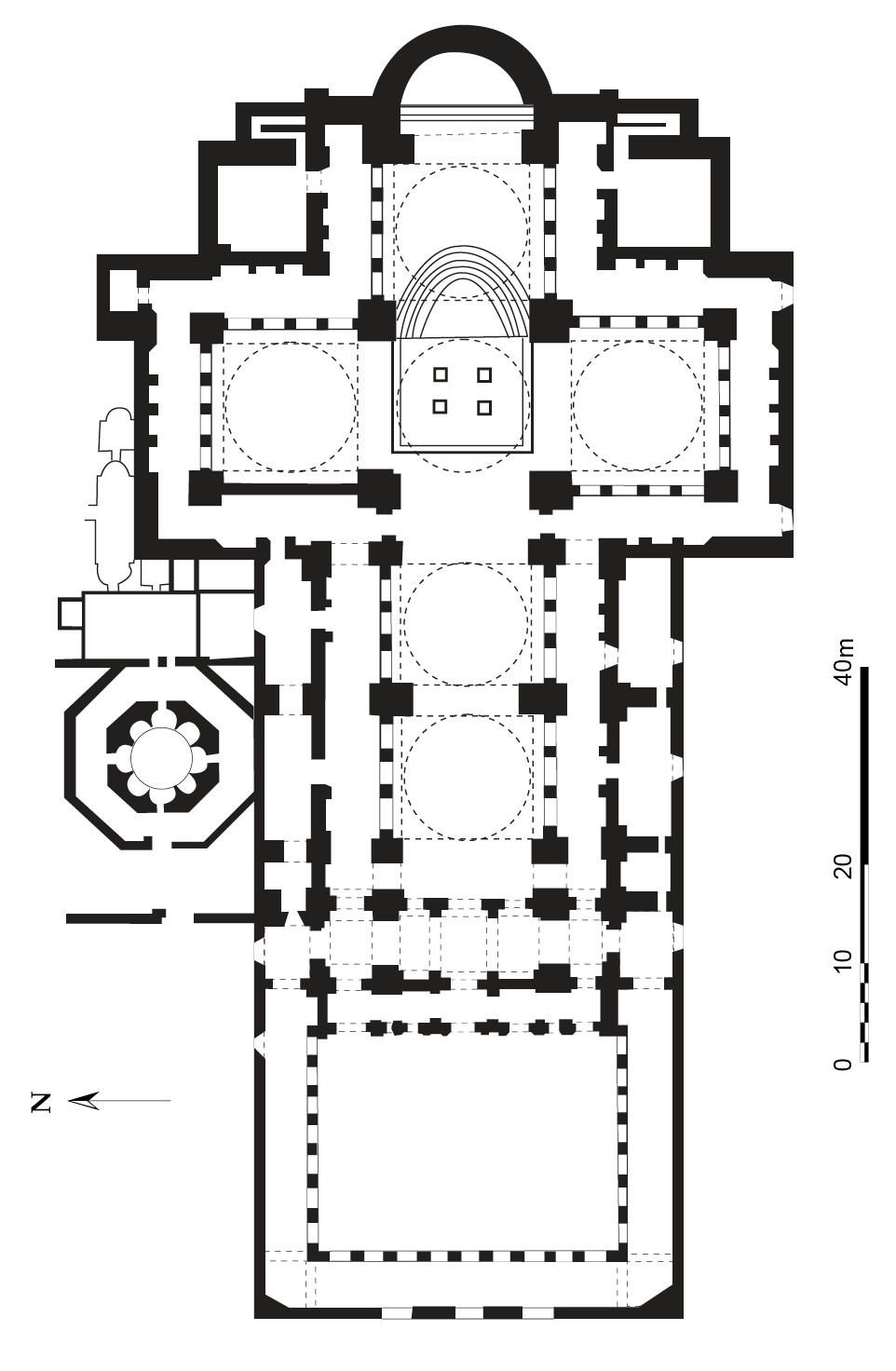
Basilique Saint-Jean (Selçuk, Turquie)
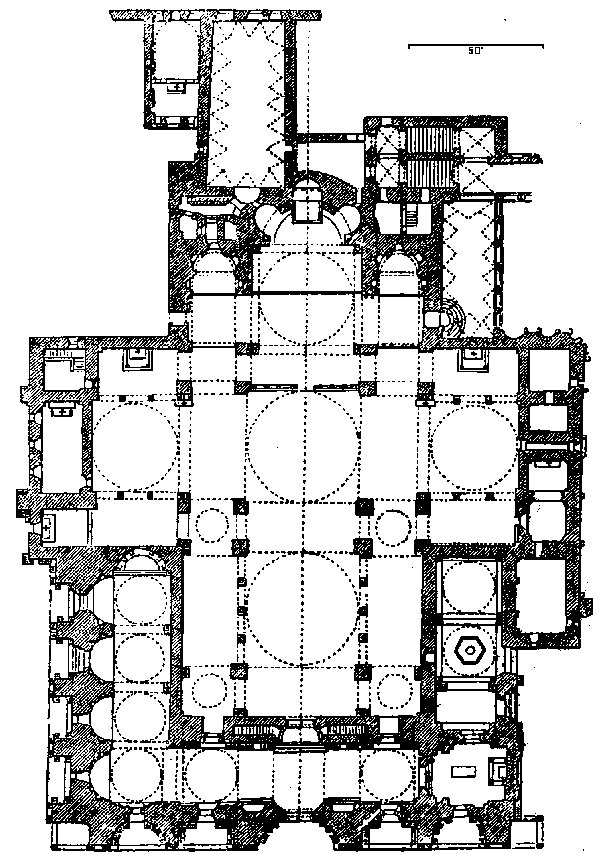
Basilique Saint-Marc (Venise, Italie)
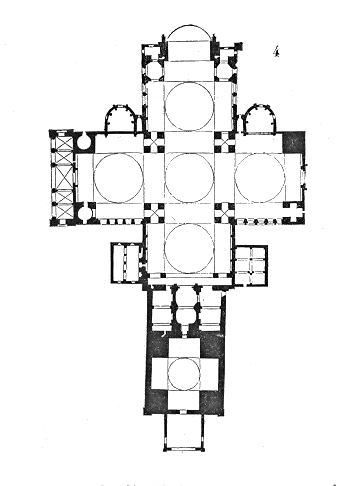
Cathédrale Saint-Front (Périgueux, France)

## Nécropole impériale

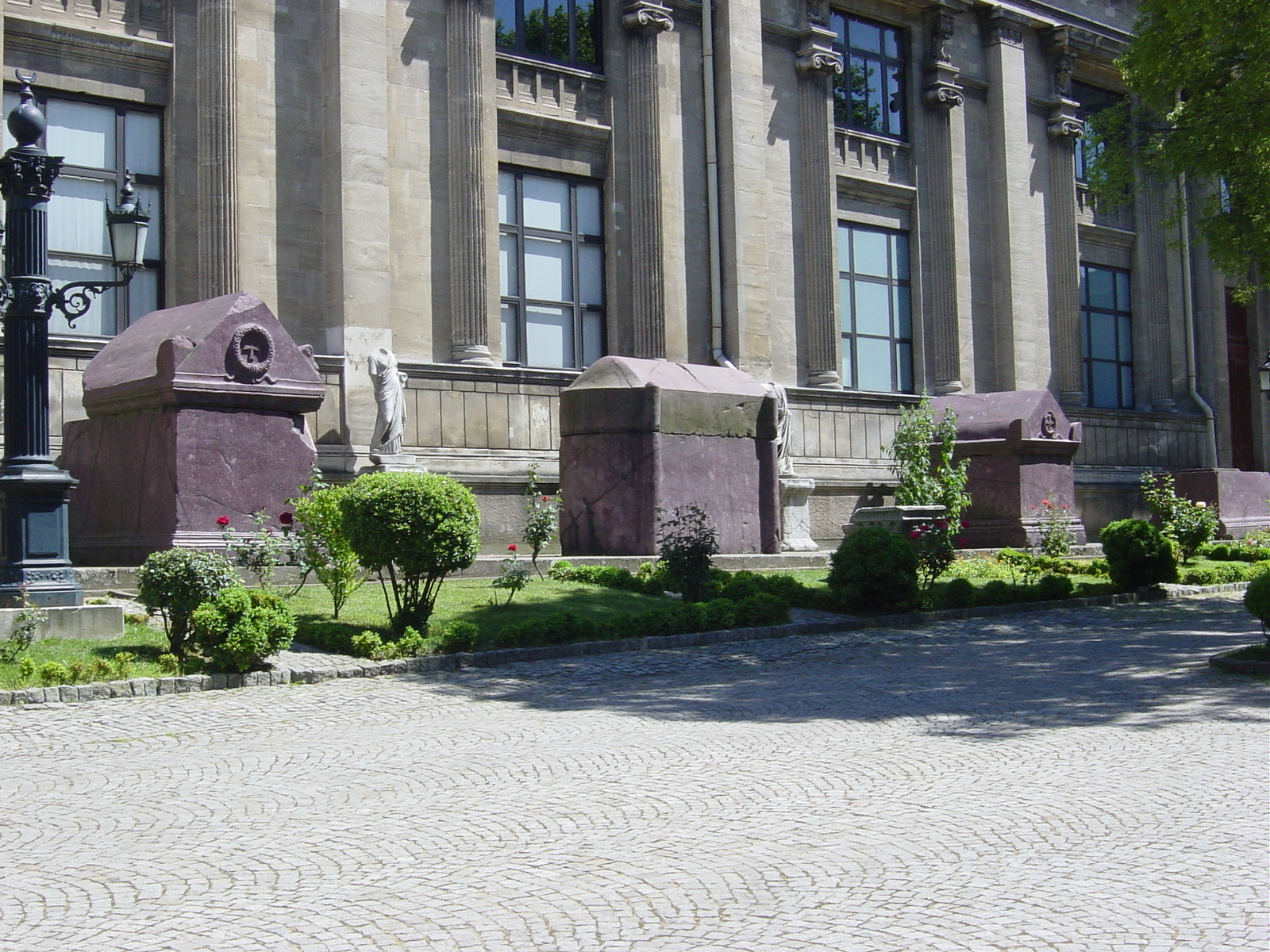
Sarcophages de porphyre de divers empereurs byzantins exposés devant le Musée archéologique d’Istanbul.

Cette église devint la nécropole impériale et pendant sept siècles les cercueils de la plupart  des empereurs y furent déposés, ainsi que ceux de divers membres de leurs familles, en commençant par Constantin Ier (mort en 337) et en terminant par Constantin VIII (mort en 1028). Lorsqu’il n’y eut plus de place pour ajouter de nouveaux tombeaux, les empereurs furent inhumés dans d’autres églises et monastères de la capitale. Les noms de ceux qui furent inhumés aux Saints-Apôtres sont connus par des références littéraires comme le De Ceremoniis de Constantin VII. Parmi eux figurent :
- Constantin Ier (337)
- Constance II (361)
- Julien (363)
- Jovien (364) et son épouse Charito
- Valentinien Ier (375) et son épouse Marina Severa
- Theodose Ier (395)
- Arcadius (408)
- Théodose II (450)
- Marcien (457) et Pulcherie (453)
- Léon II (474)
- Zénon (491)
- Ariadne (impératrice) (515)
- Anastase Ier (518)
- Justinien Ier (565), Théodora (548)
- Ino Anastasia (593)
- Héraclius (641)
- Eudocie (épouse d’Héraclius) (612)
- Fausta (épouse de Constans II) (668)
- Constantin IV (685)
- Anastasie (épouse de Constantine IV) (711)
- Eudociea (épouse de Justinien II)
- Anastase II (719)
- Irène l’Athénienne (803)
- Constantin (fils de Théophile) (836)
- Michel III (886)
- Léon VI le Sage (912) et ses trois épouses (Theophano Martiniake (893), Zoé Tzaoutzina (899), Eudocie Baïana (901))
- Eudocie Ingérina (882)
- Nicéphore II (969)
- Constantin VIII (1028)
- Zoé Porphyrogénète (1050)
- Théodora Porphyrogénète (1056).

Y furent également inhumés, les patriarches Nicéphore Ier de Constantinople et Cyriaque II.
Les sépultures étaient réparties entre deux mausolées extérieurs, les hérôa, celui de Constantin et celui de Justinien, l’un au nord de l’abside, l'autre au sud. L’église même ne contenait aucune tombe. Chaque hérôon contenait indifféremment des tombeaux modernes ou anciens, aucun ordre chronologique n'ayant été observé dans leur regroupement.
Tous les sarcophages en marbre étaient, semble-t-il, entièrement recouverts d’ornements éblouissants, d’une sorte de gaine constituée par des lames d'argent, par des pierreries incrustées ou serties. L’effet en était grandiose et la vue aveuglante lorsque le soleil les frappait. La plupart des couvercles des sarcophages étaient en forme de toit. En plus de la magnificence extérieure, chaque sarcophage contenait des joyaux de toute sorte. Entre 1453 et 1455, lors de la destruction de l'église des Saints Apôtres, tous les ossements des empereurs et des autres dignitaires furent déversés dans le Bosphore, car les sultans ottomans craignaient qu'un autre lieu d'inhumation, avec stèle ou monument, ne fasse renaître un nationalisme grec, ce qui pouvait porter préjudice à l'Empire ottoman, et être un danger. Les reliques disparues, dont les ossements, la question de ce danger ne se posait plus.
Quelques-uns des plus vieux sarcophages sont parvenus jusqu’à nous : deux sont maintenant situés à l’entrée de Sainte-Irène, quatre à l’extérieur du Musée archéologique d’Istanbul et le fragment d’un cinquième que l’on croit appartenir au sarcophage de Constantin Ier se trouve dans le pavillon « Istanbul au cours des siècles » du même musée.

### Sources primaires
- Nicétas Choniatès. Les Monuments détruits ou mutilés par les Croisés en 1204. [en ligne] http://remacle.org/bloodwolf/historiens/nicetias/monuments.htm.
- Nicolas Mesarites, 'Description of the Church of the Holy Apostles at Constantinople', ed. tr. G. Downey, (in) Transactions of the American Philosophical Society; 47 (1957), pp. 855-924.
- Procope de Césarée (trad. Denis Roques), Constructions de Justinien Ier, Alexandrie, Edizioni dell'Orso, 2011  (ISBN 978-8-8627-4296-2).
- Théophane le Confesseur. The Chronicle of Theophanes, « Anni mundi 6095-6305 (A.D. 602-813) », ed. Harry Turtledove, Philadelphie, University of Pennsylvania Press, 1982  (ISBN 08-12211286).

### Sources secondaires
- (en) Beckwith, John. Early Christian and Byzantine Art (2d ed.). New Haven( CT), Yale University Press, 1993.  (ISBN 978-0-300-05296-1).
- (en)  Dark, Dark and Ferudun Özgümüş, 'New Evidence for the Byzantine Church of the Holy Apostles from Fatih Camii, Istanbul', Oxford Journal of Archaeology, 21 (2002), pp. 393-413.
- (en) Downey, Glanville. "The Tombs of the Byzantine Emperors at the Church of the Holy Apostles in Constantinople". (in) The Journal of Hellenic Studies. The Society for the Promotion of Hellenic Studies. 79, (1959) pp. 27-51. JSTOR 627920.
- (en) Freely, John; Çakmak, Ahmet S. Byzantine Monuments of Istanbul. New York, Cambridge University Press, 2004.  (ISBN 0-521-77257-5).
- (en) James, Liz, ed. Constantine of Rhodes, On Constantinople and the Church of the Holy Apostles, With a new edition of the Greek text by Ioannis Vassis. Routledge, 2017.  (ISBN 978-1-317-16176-9).
- (fr) Janin, Raymond. La Géographie Ecclésiastique de l'Empire Byzantin. (1.) Le Siège de Constantinople et le Patriarcat Œcuménique. 3e Vol. : Les Églises et les Monastères. Paris, Institut Français d'Études Byzantines, 1953.
- (en) Kimball, F. & G.H. Edgell. A History of Architecture, New York, Harper & Brothers.
- (en) Kitzinger, E. “Byzantine and Medieval Mosaics after Justinian”, Encyclopedia of World Art 10, 1965, p. 344.
- (en) Krautheimer, Richard. “A Note on Justinian’s Church of the Holy Apostles in Constantinople” (in) Mélanges Eugène Tisseront II, Studi e testi 232 [1964] pp. 265-270; reprinted in Studies in Early Christian, Medieval and Renaissance Art, London/New York, 1969. pp. 197-201.
- (en) Krautheimer, Richard. Early Christian and Byzantine Architecture (4th ed.). Yale University Press, 1992.  (ISBN 978-0-300-05294-7).
- (en) Mainstone, Rowland J. Developments in Structural Form (2 ed.). Architectural Press, 2001.  (ISBN 978-0-7506-5451-7).
- (en) Mango, Cyril. Byzantine Architecture. Milano, Electa Editrice, 1978 [1928],  (ISBN 0-8478-0615-4).
- (de) Müller-Wiener, Wolfgang. Bildlexikon zur Topographie Istanbuls: Byzantion, Konstantinupolis, Istanbul bis zum Beginn d. 17 Jh. Tübingen, Wasmuth, 1977.  (ISBN 978-3-8030-1022-3).
- (en) Nuttgens, Patric. The Story of Architecture. Hong Kong, Phaidon Press ltd, 1997  (ISBN 0-7148-3616-8).
- (fr) Schlumberger, Gustave. Un empereur byzantin au dixième siècle : Nicéphore Phocas, éd. Boccard, 1923.
- (en) Stephenson, Paul. "Nicholas Mesarites, Ekphrasis on the Church of the Holy Apostles", 2002 (revised 2012). [en ligne] http://www.paulstephenson.info/trans/mesarites.html.
- (en) Wharton Epstein, Ann. 'The Rebuilding and Decoration of the Holy Apostles in Constantinople: A Reconsideration', Greek, Roman and Byzantine Studies, 23 (1982), pp. 79-92.
- (en) Harris, Jonathan. Constantinople: Capital of Byzantium, Hambledon/Continuum, 2007.  (ISBN 978-1-84725-179-4).